# ATP Challenger Naples
Der ATP Challenger Naples (offiziell: Naples Challenger) war ein Tennisturnier, das zwischen 1992 und 2007 in Naples, Florida, stattfand. Es gehörte zur ATP Challenger Tour und wurde im Freien auf Sand gespielt.

## Liste der Sieger

### Einzel
| Jahr                         | Sieger                | Finalgegner      | Ergebnis      |
| ---------------------------- | --------------------- | ---------------- | ------------- |
| 2007                         | Bobby Reynolds        | Robert Kendrick  | 7:65, 6:4     |
| 2006                         | Carlos Berlocq        | Pablo Cuevas     | 6:3, 7:5      |
| 1995–2005: nicht ausgetragen |                       |                  |               |
| 1994                         | Christian Ruud        | Brian Dunn       | 6:1, 6:0      |
| 1993                         | Karsten Braasch       | Gilbert Schaller | 1:6, 6:4, 7:6 |
| 1992                         | Juan Gisbert Schultze | Karsten Braasch  | 7:5, 1:6, 6:4 |

### Doppel
| Jahr                         | Sieger                              | Finalgegner                    | Ergebnis          |
| ---------------------------- | ----------------------------------- | ------------------------------ | ----------------- |
| 2007                         | Juan Pablo Brzezicki Leonardo Mayer | Pablo Cuevas Horacio Zeballos  | 6:1, 6:74, [10:8] |
| 2006                         | Pablo Cuevas Horacio Zeballos       | Goran Dragicevic Mirko Pehar   | 7:65, 6:3         |
| 1995–2005: nicht ausgetragen |                                     |                                |                   |
| 1994                         | Trevor Kronemann David Macpherson   | Marcos Ondruska Grant Stafford | 6:3, 7:6          |
| 1993                         | Francisco Montana Jim Pugh          | Mark Knowles Jared Palmer      | 7:6, 3:6, 6:4     |
| 1992                         | Todd Nelson Tobias Svantesson       | Mark Knowles Alex O’Brien      | 2:6, 6:3, 6:4     |